# Pistola sinalizadora

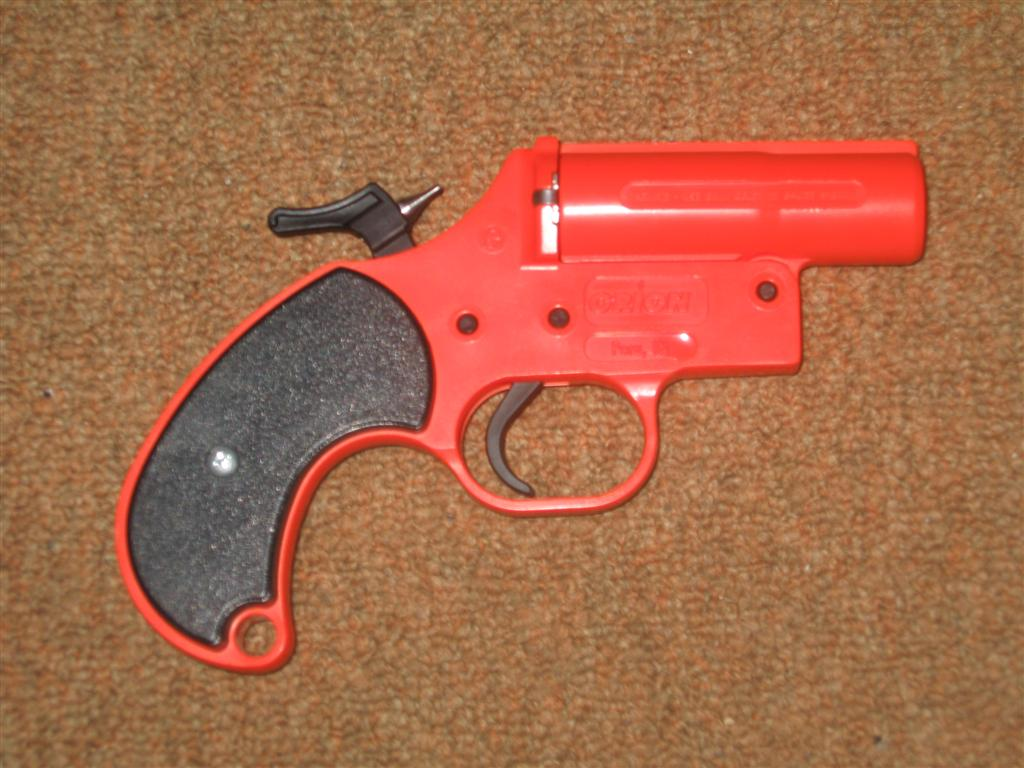
Modelo de pistola sinalizadora fabricado pela empresa americana Orion. Este é o modelo mais comum a ser encontrado no mercado.

A pistola sinalizadora ou pistola de emergência é uma arma curta lançadora de sinalizadores luminosos que é utilizada para sinalização, balizamento e salvatagem a bordo de embarcações, aviões e veículos, principalmente em situações de emergência. Pode ser disparada também para produzir ou melhorar iluminação. Apesar de não ser considerada uma arma de fogo, seu uso indevido pode ocasionar ferimentos graves ou morte.

## Tipos

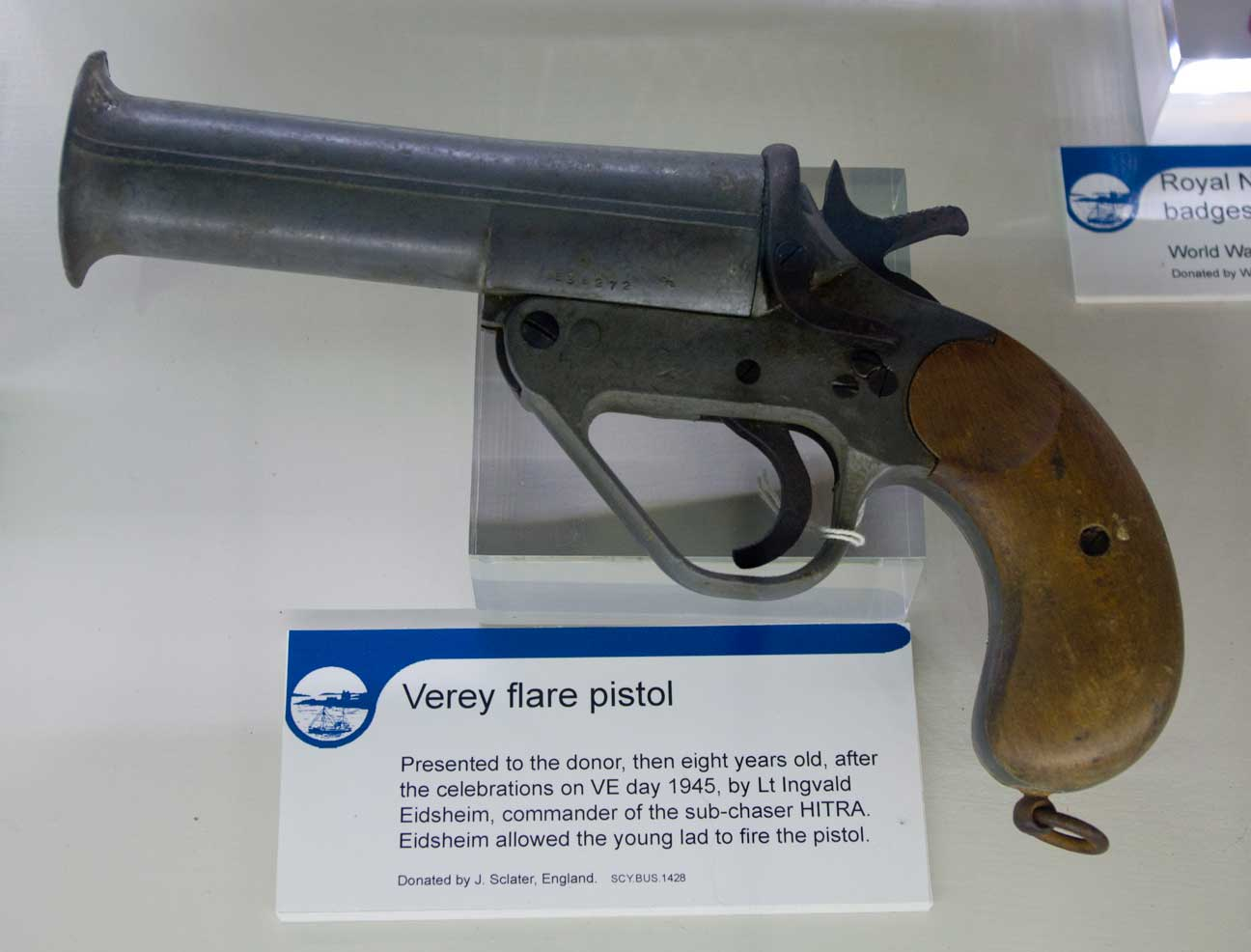
Uma Pistola Very exposta no museu Scalloway nas ilhas Shetland, na Escócia.

A pirotecnia para sinalização já era utilizada para fins militares desde a China antiga. Em 1878, Edward Wilson Very (1847-1910) registrou sua patente da Pistola Very (também designada como Verey), que consistia em um lançador de sinais pirotécnicos para usos militares de comunicação óptica e visual. Desde então, o uso de armas sinalizadoras tornou-se comum e até mesmo obrigatório em alguns países, principalmente para ser utilizado como elemento fundamental de salvatagem e sinalização em embarcações e aeronaves. Foi também uma arma preponderante em grande parte das incursões dos Aliados durante a I Guerra Mundial, utilizada para passar mensagens e comandos as tropas.
Muitas pistolas deste tipo de modelos mais antigos utilizam um calibre denominado "Calibre 4", com diâmetro de aproximadamente uma polegada (26.5mm). Modelos mais atuais tendem a utilizar cartuchos comuns como os de calibre 12 ou 28.
Devido ao seu mecanismo, que apesar de simples, pode funcionar como o de uma arma de fogo, as pistolas sinalizadoras são restritas e controladas em diversos países do mundo, incluindo no Brasil e em Portugal. Por este fato, pistolas sinalizadoras são mais raras de se encontrar em embarcações e aeronaves destes países, enquanto em países como os Estados Unidos, elas são itens quase obrigatórios e podem ser encontradas ou compradas livremente em lojas de departamento e artigos de caça, pesca e camping por exemplo.

## Formato e uso

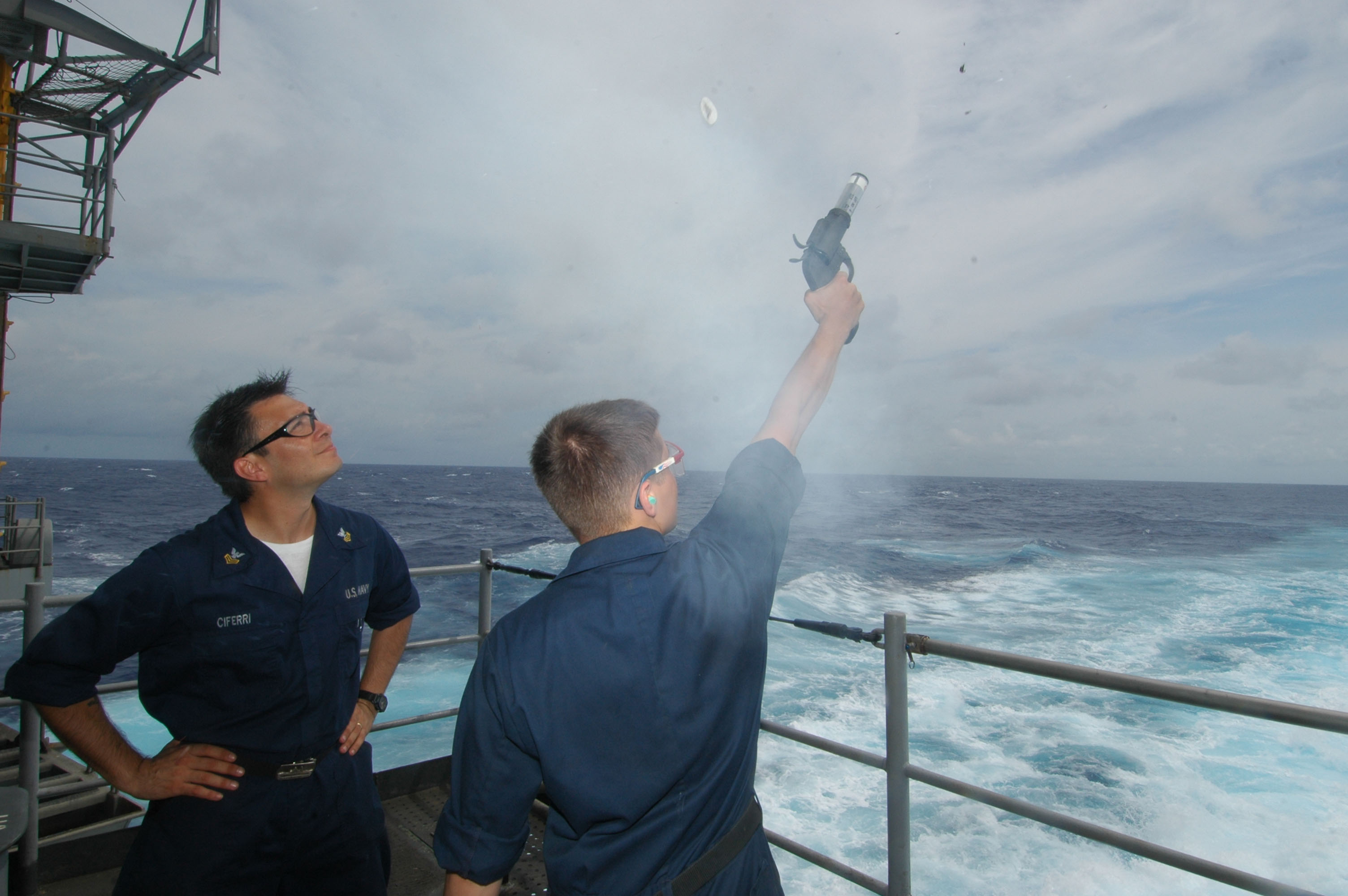
Oficial da Marinha dos Estados Unidos disparando uma pistola sinalizadora.

A pistola sinalizadora tem um funcionamento que se assemelha muito ao de uma garrucha, um mecanismo simples de disparo, um cano basculante curto e são feitas frequentemente em ferro. As versões mais atuais e econômicas são feitas a partir de plásticos e polímeros resistentes e em cores marcantes como vermelho ou laranja, para permitir maior visibilidade em situações de emergência e não serem confundidas com armas de fogo.
Para dispara-la é necessário que se aponte para o alto antes de puxar o gatilho, de maneira a garantir que o sinalizador suba para a direção correta, livre de obstruções em seu trajeto e para que as pessoas possam visualizar o sinal em distâncias maiores sempre que for necessário. Cores diferentes de sinalizadores como branco, amarelo ou verde também podem ser utilizadas para fins de sinalização, envio de mensagens visuais ou alertas.

### Uso indevido como arma de fogo
Algumas fabricantes utilizam o calibre 12 como padrão para seus cartuchos de sinalizadores, um exemplo destes é a fabricante norte americana Orion, cujo modelo de pistola sinalizadora é feito inteiramente em plástico e comporta cartuchos de sinalizador em calibre 12. Alguns usuários se arriscam tentando disparar cartuchos de escopetas do mesmo calibre nas pistolas sinalizadoras, algo que além de não ser recomendado pela fabricante, é ilegal e pode ter resultados catastróficos.
Nos Estados Unidos, a Agência de Álcool, Tabaco, Armas de Fogo e Explosivos estipula uma multa de 250 mil dólares e prisão de 5 anos para quem descumprir esta lei e tentar transformar uma pistola sinalizadora em arma de fogo. Além disto, há o risco do usuário causar a explosão da pistola sinalizadora utilizando cartuchos de armas de fogo, visto que estes contém mais pólvora e causam uma pressão maior que a pistola pode não aguentar quando são disparados.